# 聖保羅同志大遊行

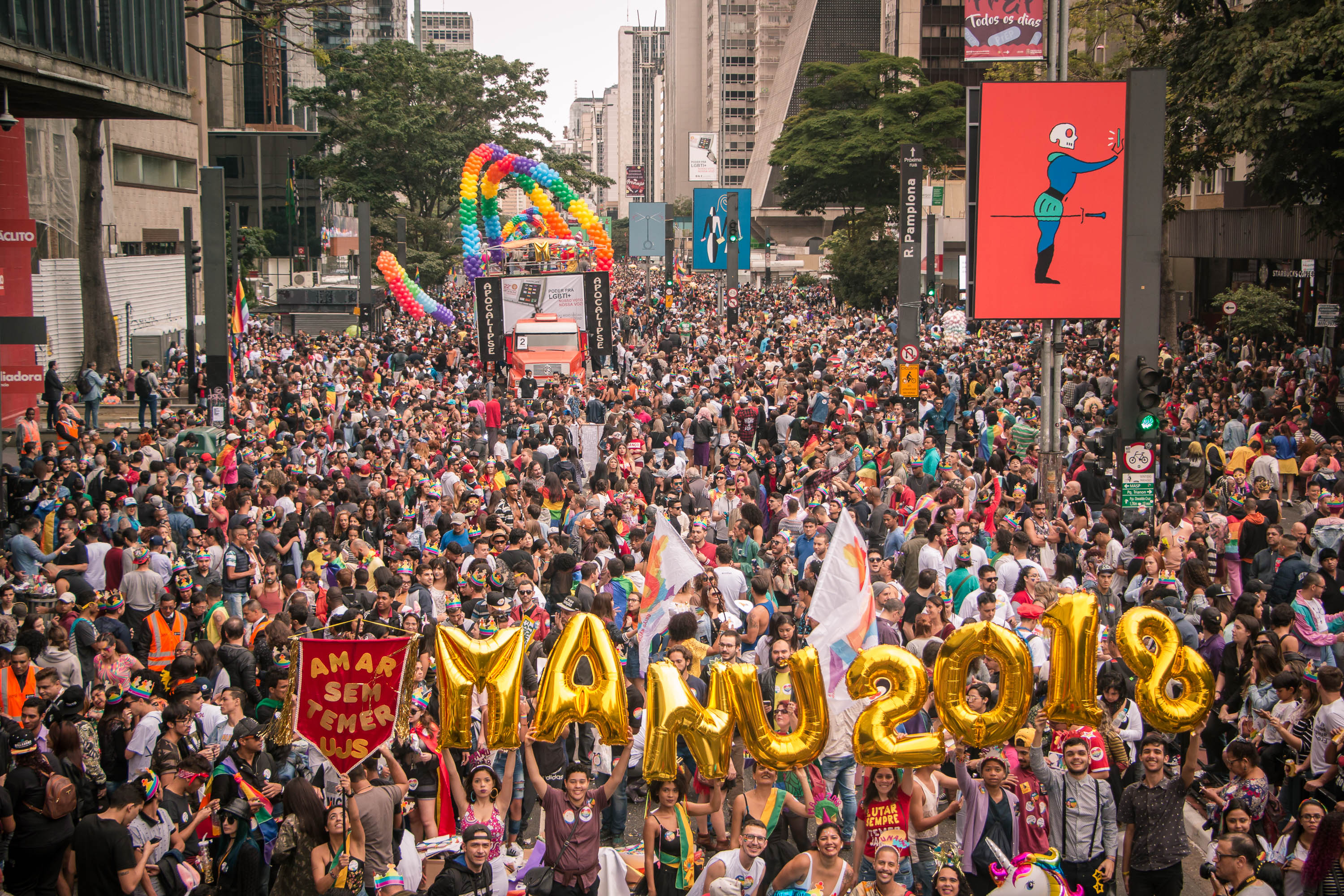
2018年遊行

聖保羅同志大遊行（葡萄牙語：Parada do Orgulho LGBT de São Paulo）自1997年起，每年於巴西聖保羅的聖保羅人大道舉行的一場女同性戀、男同性戀、雙性戀、跨性別等LGBT群體的驕傲遊行。自2006年起，其主要訴求為打擊恐同症。

## 遊行性質

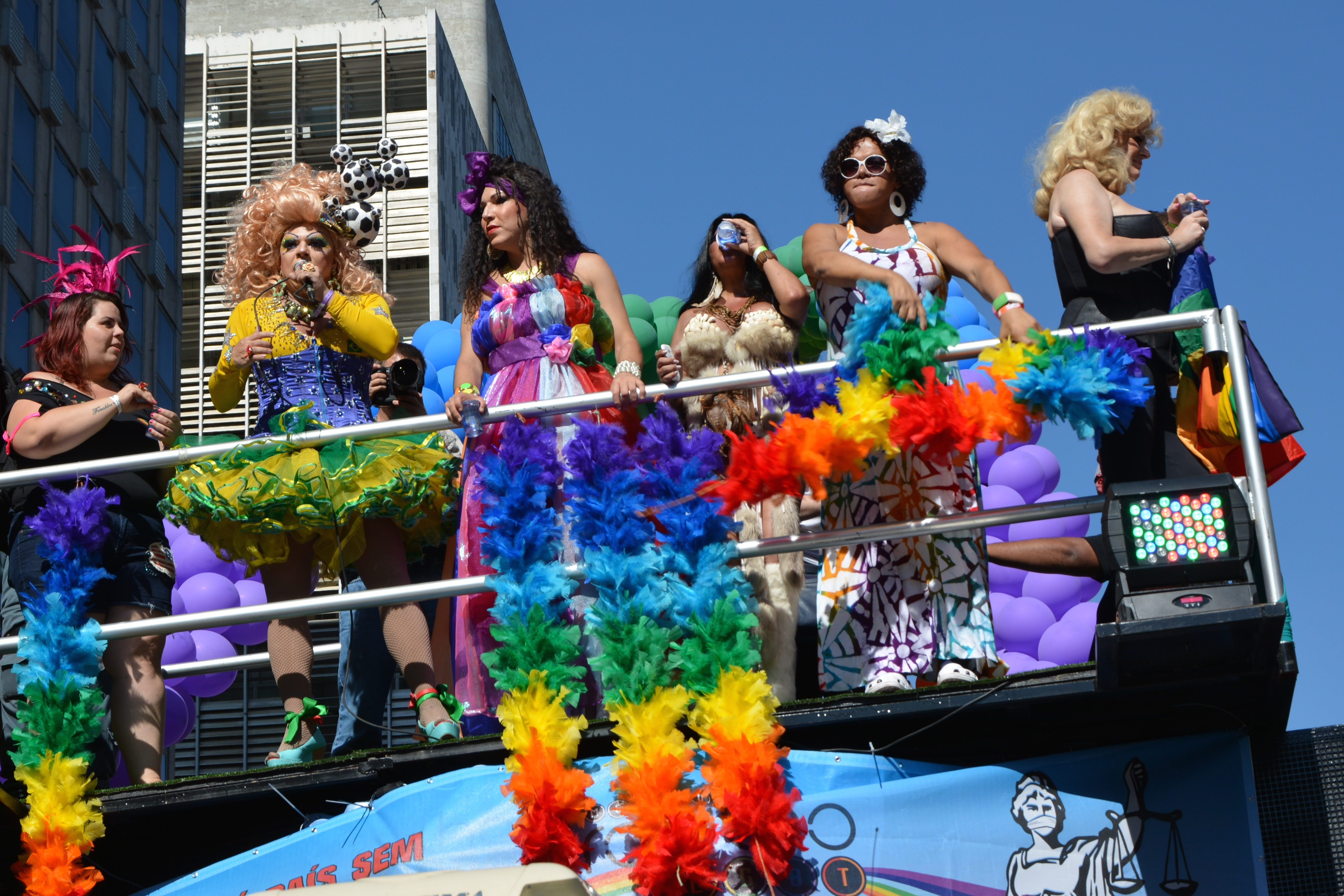
花車之上

### 規模
遊行曾於2006年，被金氏世界紀錄認證為世界最大規模的驕傲遊行。2010年，聖保羅市政府將一百萬里奧捐助在遊行上。這節慶活動規模為全市第二大，僅次於F1。且在國際遊客方面，是巴西全國僅次於里約嘉年華的節慶活動。

### 主辦單位

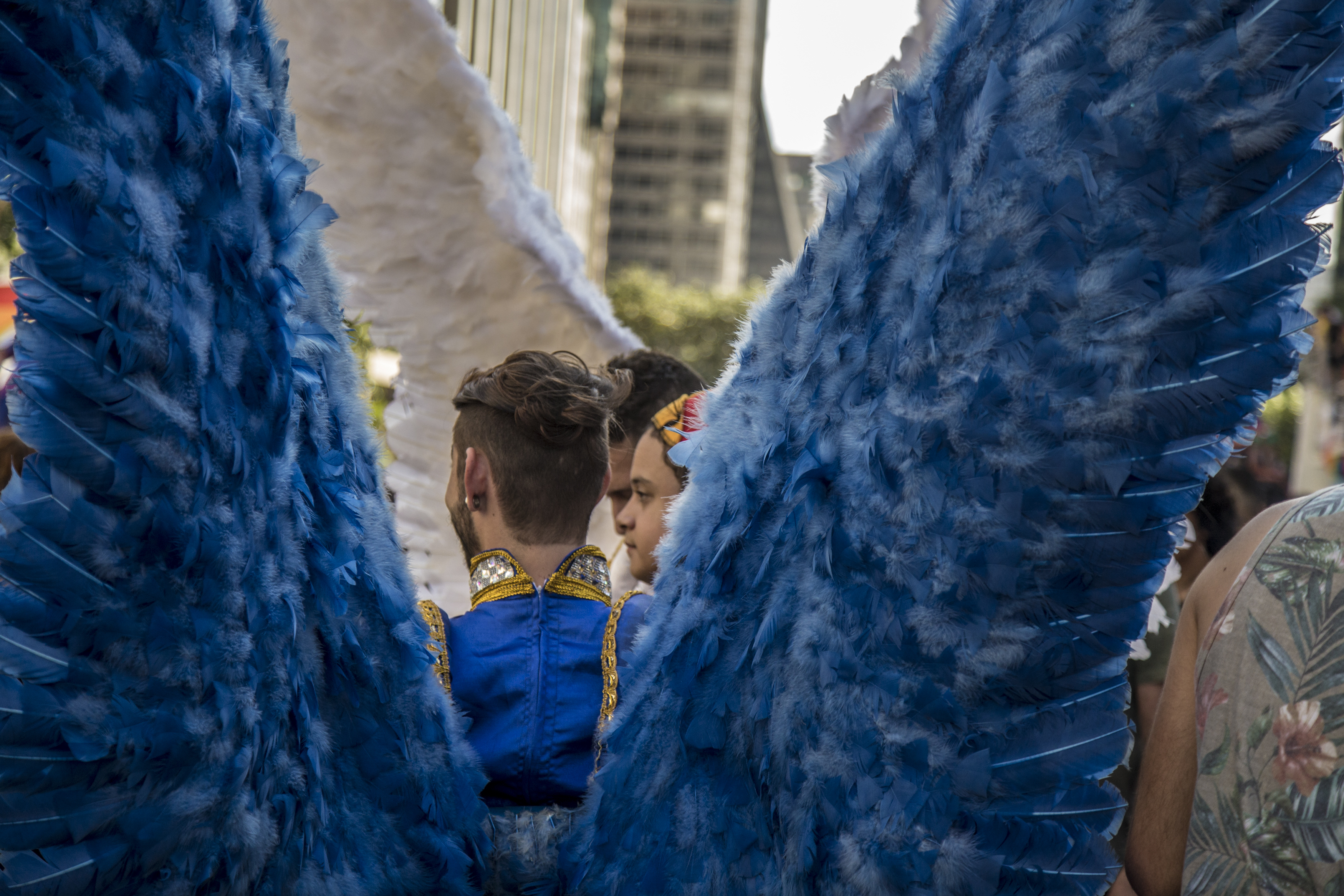
羽翼背後

此遊行以及其他相關的活動，皆由1999年成立的APOGLBT（男同性戀、女同性戀、雙性戀、跨性別異裝者及變性者驕傲遊行協會）舉辦。而遊行為整個活動的最受矚目的部分，也是媒體最關注的，巴西政府當局以及成千上萬好奇的參與者，沿著遊行路線行走。在2011年，超過400萬人參與第十五屆聖保羅大遊行，為歷年來最多的一屆。

### 遊行路線
遊行的集合點位於聖保羅藝術博物館右側的聖保羅人大道中。即使集合時間為正午12點，但通常不會在2點或3點前出發。遊行路線有4.2公里（2.6英里）長，起於聖保羅人大道，途經Rua da Consolação街，最後在晚上10點抵達聖保羅市中心的羅斯福廣場。

### 政府支持
聖保羅同志大遊行受到巴西聯邦政府及聖保羅州長、聖保羅市長的大力支持，許多政府官員也出席活動。CEF銀行與巴西石油股份有限公司等政府機構也支持遊行活動且提供資金贊助。

## 參與人數

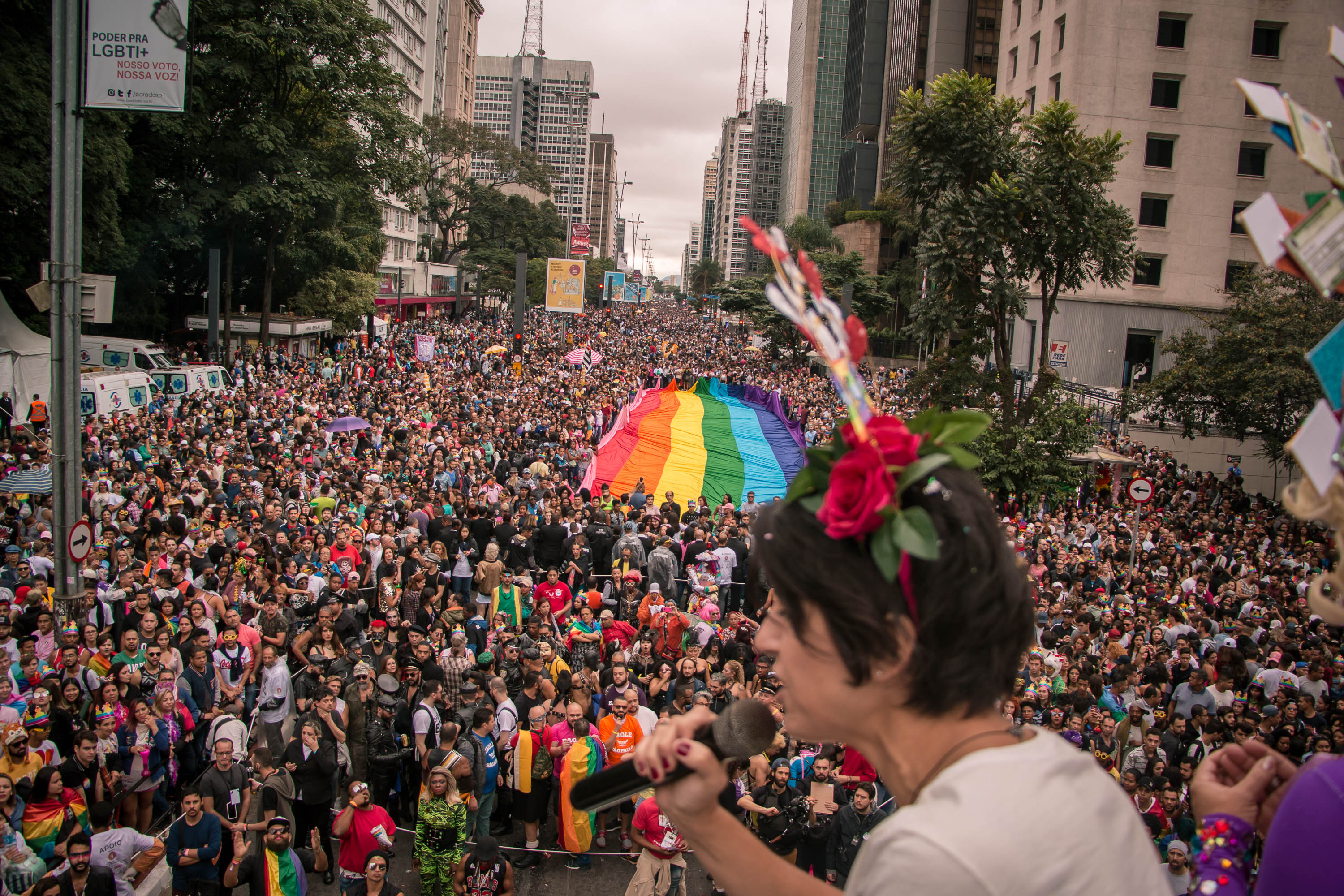
當衆演講

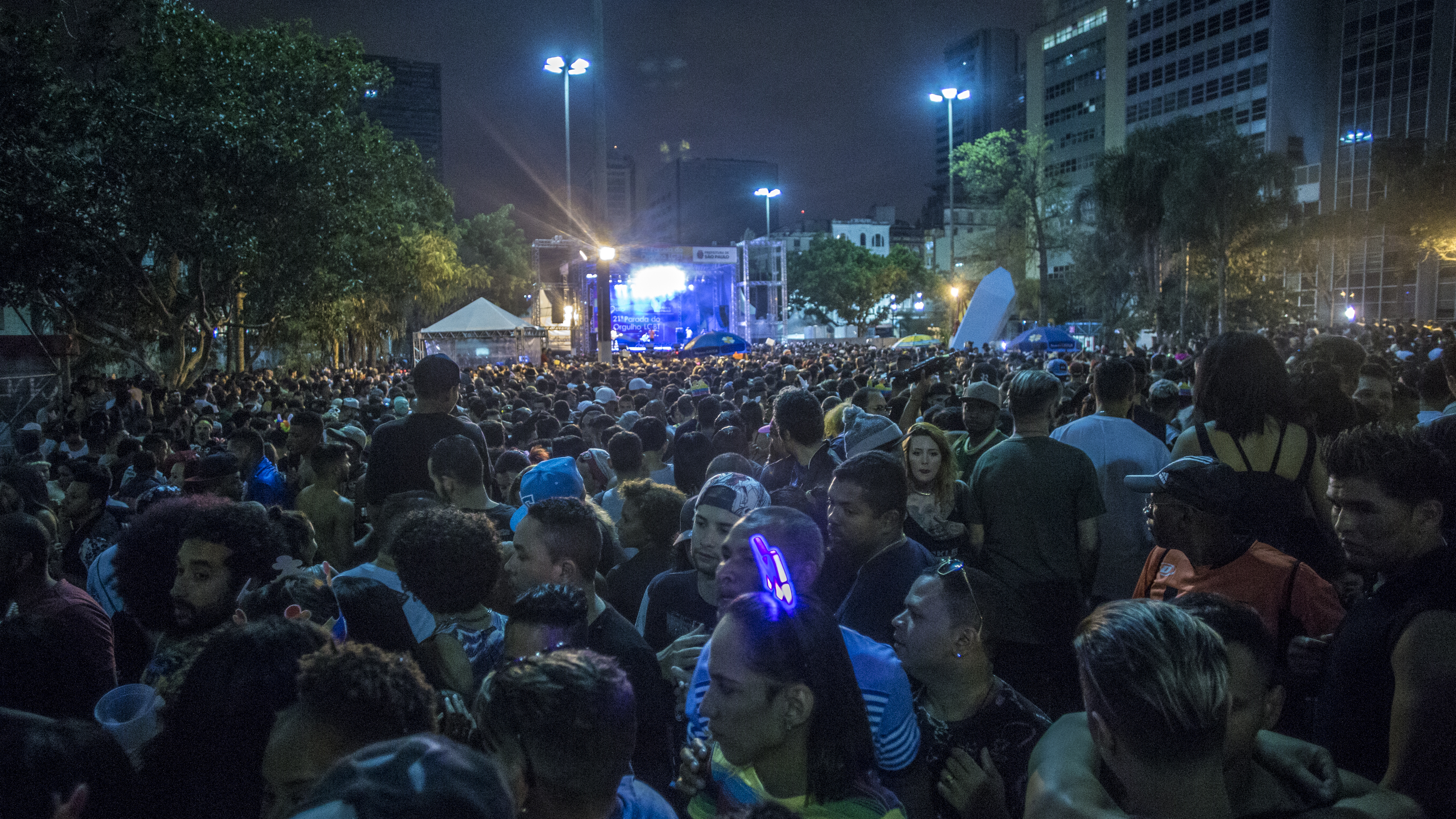
夜晚景況

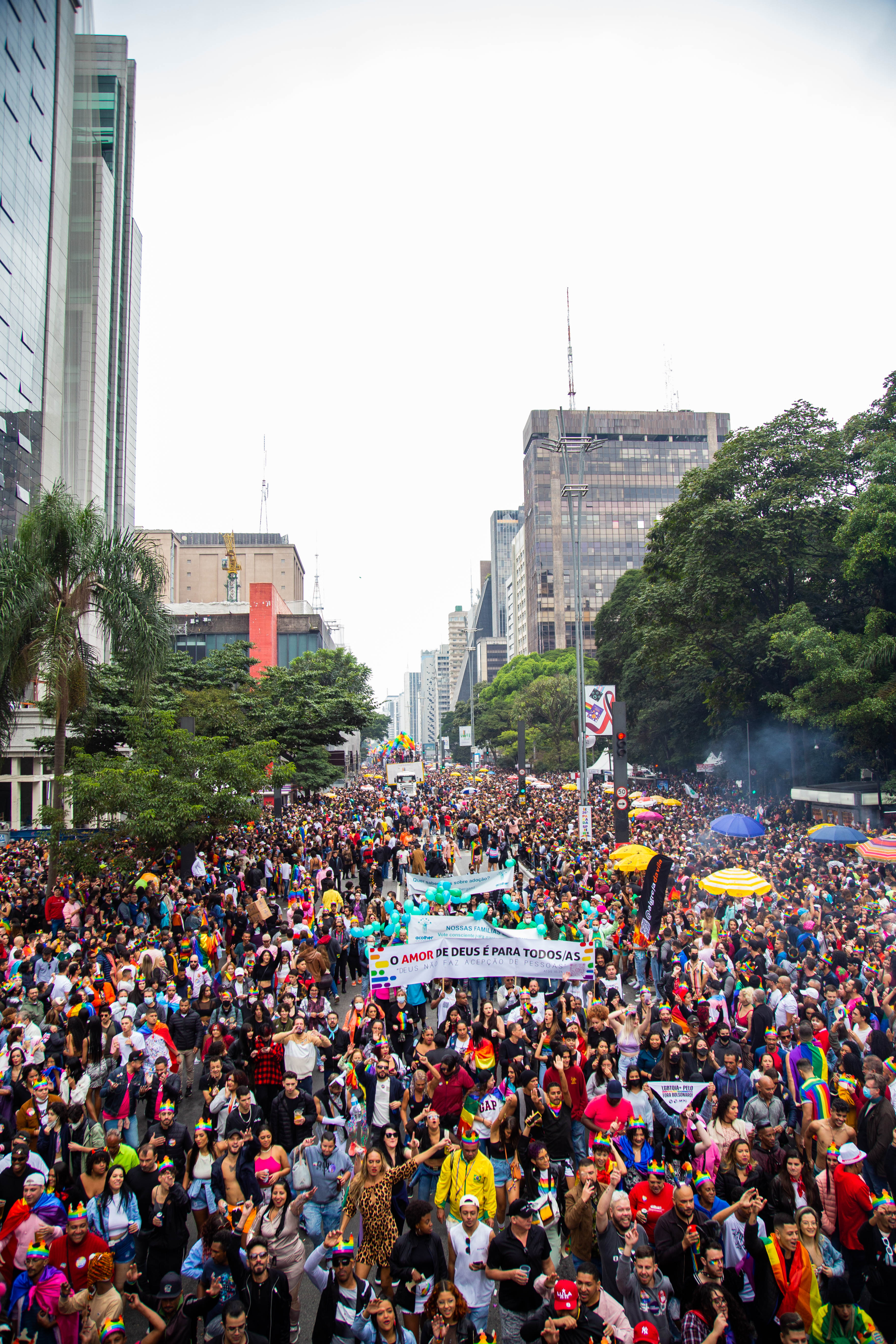
遊行人士手持字幅

1997年第一屆遊行，依據憲兵隊的統計數據，共聚集2000人。2006年第十屆遊行，主辦單位統計已突破三百萬人，憲兵統計則為250萬人，該屆遊行被金氏世界紀錄認證為世界最大規模的驕傲遊行，但隨後於2008年剔除此項目，原因為人數難以確切估計。
| 年   | 參與人數（單位：人） | 參與人數（單位：人） |
| 年   | 主辦單位             | 憲兵                 |
| ---- | -------------------- | -------------------- |
| 1997 | –                    | 2,000                |
| 1998 | –                    | 8,000                |
| 1999 | –                    | 35,000               |
| 2000 | 120,000              | 100,000              |
| 2001 | –                    | 200,000              |
| 2002 | 700,000              | 400,000              |
| 2003 | 1,000,000            | 800,000              |
| 2004 | 1,800,000            | 1,500,000            |
| 2005 | 2,500,000            | 1,800,000            |
| 2006 | 3,000,000            | 2,500,000*           |
| 2007 | 3,500,000            | –                    |
| 2008 | 3,400,000            | –                    |
| 2009 | 3,100,000            | –                    |
| 2010 | 3,200,000            | –                    |
| 2011 | 4.000.000            |                      |

* 獲得金氏世界紀錄認證，此後憲兵無統計數據

## 口號

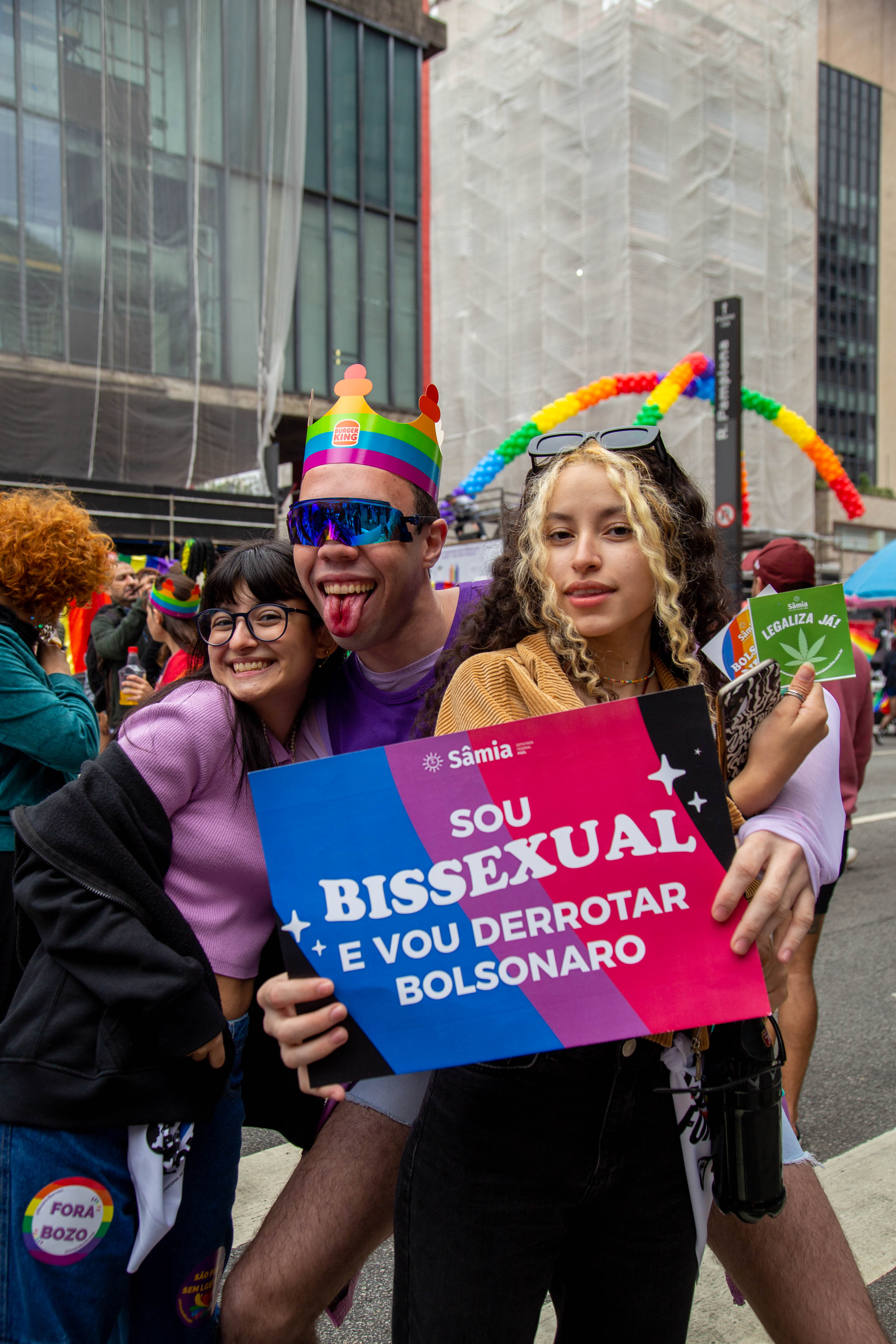
雙性戀字幅示人

- 1997 – 「我們有很多人，我們佔領每一個地方」
- 1998 – 「男同性戀、女同性戀、易裝者的權利就是人權」
- 1999 – 「同志驕傲在巴西，在通往2000年的路上」
- 2000 – 「慶祝活在多元化的驕傲」
- 2001 – 「擁抱多元」
- 2002 – 「教育多元化」
- 2003 – 「建立同性戀政策」
- 2004 – 「我們有家庭和驕傲」
- 2005 – 「民事結合，平等權利！剛剛好」
- 2006 – 「恐同是罪！ 性權是人權！」
- 2007 – 「世上沒有種族主義、大男人主義的性別歧視，和恐同症」
- 2008 – 「恐同該殺！ 是世俗國家的事實」
- 2009 – 「沒有恐同，有更多公民權–權利平等！」[17]
- 2010 – 「以投票反對恐同，捍衛公民權！」（2010年為巴西大選年）
- 2011 – 「彼此相愛：憎惡恐同！」[18]
- 2012 – 「恐同症是可以治癒的：教育和犯罪」

## 外部連結
- http://www.paradasp.org.br （页面存档备份，存于）
- http://news.bbc.co.uk/2/hi/americas/6738905.stm （页面存档备份，存于）
- http://www1.folha.uol.com.br/folha/ilustrada/ult90u303251.shtml （页面存档备份，存于）
- http://www1.folha.uol.com.br/folha/ombudsman/colunasemingles/ult10001u305837.shtml （页面存档备份，存于）